# Szergej Viktorovics Szkripal
Szergej Viktorovics Szkripal (oroszul Серге́й Ви́кторович Скрипаль, Kijev, 1951. június 23. – ) nyugállományú orosz katonatiszt, akit kémkedés vádjával ítéltek el korábban.
A vádak szerint az Egyesült Királyság számára szivárogtatott ki információkat. A kémkedésről további részleteket nem közöltek a hivatalos szervek. Legmagasabb rendfokozata ezredes volt. Néhány beszámoló szerint Szkripalnak köze volt az orosz Szövetségi Biztonsági Szolgálathoz (FSZB). Az orosz ügyészség vádja alapján a kilencvenes évek végén szervezték be az angol titkosszolgálathoz, az angol MI6-hoz, amikor még az orosz hadseregben teljesített szolgálatot. A vádak szerint 100 000 dollár értékben fogadott el pénzösszegeket azért cserébe, hogy kiadja Európában dolgozó fedett orosz ügynökök személyi adatait.
2004 decemberében Szkripalt letartóztatták és kémkedés vádjával hazaárulásért elítélték. Az ügyészség tizenöt éves börtönbüntetést szabott ki rá, de ügyvédei fellebbeztek, ezért végül tizenhárom évre ítélték el rossz egészségi állapotának figyelembe vételével, valamint a hatóságokkal történő együttműködése miatt. Az ügyét a 2006 augusztusi ítélethozatalig nem hozták nyilvánosságra. Szkripal ügyvédei fellebbeztek az ítélet miatt.
Felesége, Ljudmila Szkripal (leánykori nevén: Ljudmila Koszelnyik) 2012. október 23-án hunyt el, 59 éves korában, két évvel azután, hogy Nagy-Britanniába költöztek. Két gyermekük született: Julija Szkripal és a bátyja. A 43 éves fiuk szintén nemrég hunyt el, mikor barátnőjével hazalátogatott Szentpétervárra.
2010-ben Szkripalt szabadon bocsátották egy kémcsere részeként, amely az Amerikai Egyesült Államokban letartóztatott tíz orosz kémet érintő Illegals Program keretein belül valósult meg. Moszkva négy foglyot engedett el az Egyesült Államokban fogvatartott tíz orosz kémért cserébe.

## Vegyi fegyveres támadás ellene 2018-ban
2018 márciusában mérgezés gyanújával szállították a salisburyi kórházba. Szkripal 2018. március 4-én lett rosszul a 33 éves lányával, Julia Szkripallal együtt a Salisburyben található The Maltings in Salisbury bevásárlóközpontban lévő Zizzy étterem előtt. Mindkettőjüket kórházba szállították, és mindkettejük állapota súlyos volt. A feltételezett mérgezéshez felhasznált anyag nagy tisztaságú novicsok volt, amely a szovjet hadsereg fejlesztése. Salisburyben több területet is elkerítettek a nyilvánosság elől a hatóságok az üggyel kapcsolatban.  A rendőrség jelentése szerint az anyag külső sérüléseket, bőrelváltozásokat nem okozott a két sérültnél. Az ügyben több hivatali szerv is részt vett a nyomozásban. A vizsgálatok közben közel egy tucat, rendőrségi és magán személygépkocsi szennyeződhetett novicsokkal, ezeket veszélyeshulladék-tárolókban helyezték el.
2018. június 30-án két brit állampolgár, egy 44 éves, háromgyermekes nő, Dawn Sturgess, és egy 45 éves férfi, Charlie Rowley betegedett meg novicsokkal való érintkezés miatt a délnyugat-angliai Amesburyben. Sturgess meghalt, Rowley válságos állapotba került. Az idegméreg egy eredeti, bontatlan csomagolású parfümben volt, amit a férfi valahol megtalált és odaadta az élettársának. A nő a csuklójára kent egy keveset, és 15 perc múlva már nagyon rosszul volt. A férfi lemosta a kezére folyt anyagot, ez mentette meg az életét.
Az angliai nyomozás során gyanúba keveredett két férfi. A „Ruszlan Bosirov” és „Alekszandr Petrov” részére kiállított útlevelekkel utazó férfiak a merénylet után repülővel azonnal elhagyták az Egyesült Királyságot. A Scotland Yard közölte, hogy ezek álnevek.
Vlagyimir Putyin 2018. szeptember 12-én Vlagyivosztokban bejelentette, hogy Oroszországban azonosították mindkettőjüket. Szerinte két büntetlen előéletű civilről van szó. Ezután Putyin kifejezte azon reményét, hogy a férfiak hamarosan a nyilvánosság elé állnak, és elmondják, mi történt. Így is lett. Másnap az RT orosz televízió interjút közölt velük. Ebben tagadták a vádakat, fitnesziparral és sport-táplálékkiegészítőkkel foglalkozó üzletembernek mondták magukat.
A Bellingcat brit civil oknyomozó portál ezután kiderítette, hogy a férfiak valójában titkos ügynökök. Egyikük Anatolij Vlagyimirovics Csepiga, a GU (a korábbi GRU), azaz az orosz katonai hírszerzés ezredese, másikuk Alekszandr Jevgenyevics Miskin, a GU orvosa volt. 2014-ben Csepiga szervezte meg Viktor Janukovics ukrán elnöknek a forradalmi Ukrajnából Oroszországba való kimenekítését. A két férfi már 2014 október közepén Csehországban járt és figyelhette Szkripalt. Az orosz Szövetségi Biztonsági Szolgálat (FSZB) közben letartóztatta azokat, akik segítettek a két ügynök leleplezésében. 2019 februárjában azonosították a harmadik feltételezett merénylőt, Gyenisz Vjacseszlavovics Szergejev GRU-ügynököt.

## Fordítás
- Ez a szócikk részben vagy egészben  a   Sergei Skripal című angol Wikipédia-szócikk ezen változatának fordításán alapul.  Az eredeti cikk szerkesztőit annak laptörténete sorolja fel. Ez a jelzés csupán a megfogalmazás eredetét és a szerzői jogokat jelzi, nem szolgál a cikkben szereplő információk forrásmegjelöléseként.